# ブラックトニー
ブラックトニー（Black Toney、1911年 - 1938年）は、アメリカ合衆国のサラブレッドの競走馬、および種牡馬。とくに種牡馬として大きな成功を収め、ピーターパン系の全盛期を築き上げた。

## 経歴

### 出生
1911年にジェームズ・ロバート・キーンの所有するキャッスルトンスタッドで生産されたサラブレッドの一頭で、白斑のひとつもない青鹿毛で覆われた、胴長の馬体をしていた。父ピーターパンはドミノの孫に当たり、ドミノ系種牡馬と母父ベンブラッシュの組み合わせは、キーンの牧場を支えてきた両方の血統の集大成ともいえるものであり、1913年に死没したキーンが最後に生産した世代の競走馬であった。
ブラックトニーはステークス競走勝ち馬フランコーニ (Franconi) とグローブナー (Grosvenor) の半弟、および後に同じくステークス競走勝ち馬になるボニーメアリー (Bonnie Mary) の半兄であった。母はイギリスで活躍した牡馬ディスガイズの半妹で、かつての名繁殖牝馬クイーンメアリーの3x4のインブリードを持つ馬であった。
この頃自身の体調が優れなくなってきたことを感じたキーンは、徐々にその競走馬資産を放出していった。1912年、アイドルアワーストックファームを経営するエドワード・ライリー・ブラッドリーはブラックトニーを含むキャッスルトンスタッドの全幼駒を、ウィリアム・A・プライムへ売却するための仲介役としてキーンから買い取った。大多数の幼駒は予定通りに売り払われたが、ブラッドリーは1600ドルで買ったブラックトニーは売却せずに、自身の持ち馬とした。

### 競走馬時代
ブラックトニーは1940年に競走馬としてデビューした。2歳時には19戦をこなし、ヴァリュエーションステークスを含む7勝を挙げた。翌年には8戦して5勝、インディペンデンスハンデキャップ（9.5ハロン・約1911メートル）にも優勝した。
4歳のときは10戦して2勝を挙げるが、ステークス競走などでは縁がなかった。翌年5歳シーズンは怪我を負ったことからその年すべてを休養にあてられ、競走をしない代わりにこの年から種牡馬として数頭の牝馬に種付けを行っていた。
6歳シーズンの初頭も種付けを行ったが、怪我が癒えたことから競走馬に復帰、3戦して1勝を挙げた。この年をもって引退し、完全に種牡馬として活動するようになった。生涯競走成績は40戦13勝、13565ドルの賞金を稼ぎだした。しかし大競走にはまったく縁がなく、競走馬としては二流に過ぎない成績でもあった。

### 種牡馬
競走馬としては冴えなかったブラックトニーであったが、種牡馬としては他に比肩しうるものがないほどの活躍を見せることになる。
ブラッドリーのアイドルアワーストックファームに、ノーススターやヘルメットといった競走馬らとともに種牡馬入りした。しかし、ブラッドリーの牧場に繋養されている他の種牡馬と同じく、その種付け頭数は控えめに制限され、21年間の種牡馬活動期間中に送り出した産駒は全部で221頭しかいなかった。しかしながら、その産駒のうちの40頭（約18パーセント）がステークス競走勝ち馬になる目覚ましい成果を挙げていた。1939年にはバイムレックらの活躍によりアメリカ2歳リーディングサイアーになっている。
ブラックトニーがまだ現役競走馬であった頃の片手間に行われた種付けでは、初年度（5歳時）のもので4頭、2年目（6歳時）のもので3頭の産駒が生まれている。初年度産駒のうちの一頭ミスジャマイマ（1917年生・牝馬）はフラッシュステークス・スプリングトライアルステークスなどに優勝し、後年アメリカ最優秀2歳牝馬に選出された。また、2年目の産駒にはブルーグラスステークス勝ちのほか、ケンタッキーダービー2着に入ったブラックサーヴァントがいた。ブラックサーヴァントは後に種牡馬としても活躍することになる。
ケンタッキーダービー馬もブラックゴールドとブローカーズティップの2頭を出している。このほかにもブラックヘレンやブラックマリアなどの名牝、そして最後の世代にバイムレックを出した。多くの場合でブラックトニーの産駒は早熟のスピード馬が出やすい傾向にあり、以下の主な競走馬のほかにも多数の2歳ステークス競走勝ち馬がいる。
| 生年 | 英語表記      | 日本語表記           | 性 | 毛色   | 戦績                                       | 繁殖成績 |
| ---- | ------------- | -------------------- | -- | ------ | ------------------------------------------ | --- |
| 1917 | Miss Jemima   | ミスジャマイマ       | 牝 | 青鹿毛 | フラッシュステークスなど。                 | Far Star（アーリントンフューチュリティ）、キングスハイアー（ホープフルステークス）など。                                                         |
| 1918 | Black Servant | ブラックサーヴァント | 牡 | 鹿毛   | ブルーグラスステークスなど。               | Blue Larkspur（ベルモントステークス）、Big Pebble（ハリウッドゴールドカップ）など。                                                              |
| 1921 | Black Gold    | ブラックゴールド     | 牡 | 青毛   | ケンタッキーダービーなど。アメリカ殿堂馬。 | 種牡馬（実績なし・後に競走馬復帰） |
| 1923 | Black Maria   | ブラックマリア       | 牝 | 青毛   | ケンタッキーオークスなど。                 | 3代先にPolynesian（プリークネスステークス）、6代先にAir Forbus Won（ウッドメモリアルステークス）。                                               |
| 1930 | Brokers Tip   | ブローカーズティップ | 牡 | 青鹿毛 | ケンタッキーダービー                       | Market Wise（サバーバンハンデキャップ）など。 |
| 1932 | Balladier     | バラッディアー       | 牡 | 青毛   | シャンペンステークスなど。                 | Spy Song（アーリントンフューチュリティ）、Double Jay（グランドステーツステークス）など。                                                         |
| 1932 | Black Helen   | ブラックヘレン       | 牝 | 鹿毛   | CCAオークスなど。アメリカ殿堂馬。          | 牝系子孫にPleasant Tap、Go For Gin、Princess Rooney、テイエムプリキュアなど。                                                                    |
| 1936 | Big Hurry     | ビッグハリー         | 牝 | 青鹿毛 | セリマステークス                           | Searching（アメリカ殿堂馬）、Bridal Flower（ベルデイムステークス）など。 牝系子孫にAffectionately、Easy Gore、Allez France、メジロパーマーなど。 |
| 1937 | Bimelech      | バイムレック         | 牡 | 栗毛   | 1937年アメリカ二冠馬。アメリカ殿堂馬。     | Better Self（カーターハンデキャップ）、Be Faithful（ホーソーン金杯）など。                                                                       |

後継の種牡馬らも活躍し、ピーターパン系の拡大に広く貢献した。しかし、その父系は次第に先細りし、クォーターホースとしては成功したものの、サラブレッドの血統としてはすでに途絶えて久しい。一方、牝馬の産駒が残した牝系はまだ残っており、特にラトロワンヌ産駒であったブラックヘレンとビッグハリーの牝系からはサーチングを始めとした名馬が多数出ており、現在はこの牝系を通してブラックトニーの血は受け継がれている。また、後継種牡馬らも母父として成功したものが多く存在している。
ブラッドリーはその功績を記念して、ブラックトニーの1/3サイズの銅像をジョセフィーン・クリストリヒに依頼し、牧場の納屋付近にそれを設置した。同牧場がダービーダンファームになった現在も、同じ位置に建てられている。
バイムレックを出した1936年の種付けシーズンを最後に種牡馬を引退し、以後は静かな余生を過ごした。1938年9月19日の朝7時過ぎ、牧場を管理していたスタッフはブラックトニーがパドックで死んでいるのを発見した。死因は27歳という高齢によるものと考えられる心不全であった。その遺骸は、数年前に建てられたブラックトニーの銅像付近に埋葬されている。

## 主な勝鞍
※当時はグレード制未導入
1940年（2歳） 19戦7勝
ヴァリュエーションステークス
1941年（3歳） 8戦5勝
インディペンデンスハンデキャップ
1942年（4歳） 10戦2勝
1944年（6歳） 3戦1勝

## 血統表
| ブラックトニーの血統（ピーターパン系（ヒムヤー系） / Queen Mary 母内4x5=9.38%、 Alarm 5x5=6.25%） | ブラックトニーの血統（ピーターパン系（ヒムヤー系） / Queen Mary 母内4x5=9.38%、 Alarm 5x5=6.25%） | ブラックトニーの血統（ピーターパン系（ヒムヤー系） / Queen Mary 母内4x5=9.38%、 Alarm 5x5=6.25%） | （血統表の出典）     | （血統表の出典） |
| 父 Peter Pan 1904 鹿毛 アメリカ                                                                   | 父の父Commando 1898 鹿毛 アメリカ                                                                 | Domino                                                                                            | Himyar               | Himyar           |
| 父 Peter Pan 1904 鹿毛 アメリカ                                                                   | 父の父Commando 1898 鹿毛 アメリカ                                                                 | Domino                                                                                            | Mannie Gray          |                  |
| 父 Peter Pan 1904 鹿毛 アメリカ                                                                   | 父の父Commando 1898 鹿毛 アメリカ                                                                 | Emma C.                                                                                           | Darebin              | Darebin          |
| 父 Peter Pan 1904 鹿毛 アメリカ                                                                   | 父の父Commando 1898 鹿毛 アメリカ                                                                 | Emma C.                                                                                           | Guenn                |                  |
| 父 Peter Pan 1904 鹿毛 アメリカ                                                                   | 父の母Cinderella 1888 栗毛 イギリス                                                               | Hermit                                                                                            | Newminster           | Newminster       |
| 父 Peter Pan 1904 鹿毛 アメリカ                                                                   | 父の母Cinderella 1888 栗毛 イギリス                                                               | Hermit                                                                                            | Seclusion            |                  |
| 父 Peter Pan 1904 鹿毛 アメリカ                                                                   | 父の母Cinderella 1888 栗毛 イギリス                                                               | Mazurka                                                                                           | See Saw              | See Saw          |
| 父 Peter Pan 1904 鹿毛 アメリカ                                                                   | 父の母Cinderella 1888 栗毛 イギリス                                                               | Mazurka                                                                                           | Mabille              |                  |
| 母 Belgravia 1903 鹿毛 アメリカ                                                                   | 母の父Ben Brush 1893 鹿毛 アメリカ                                                                | Bramble                                                                                           | Bonnie Scotland      | Bonnie Scotland  |
| 母 Belgravia 1903 鹿毛 アメリカ                                                                   | 母の父Ben Brush 1893 鹿毛 アメリカ                                                                | Bramble                                                                                           | Ivy Leaf             |                  |
| 母 Belgravia 1903 鹿毛 アメリカ                                                                   | 母の父Ben Brush 1893 鹿毛 アメリカ                                                                | Roseville                                                                                         | Reform               | Reform           |
| 母 Belgravia 1903 鹿毛 アメリカ                                                                   | 母の父Ben Brush 1893 鹿毛 アメリカ                                                                | Roseville                                                                                         | Albia                |                  |
| 母 Belgravia 1903 鹿毛 アメリカ                                                                   | 母の母Bonnie Gal 1889 鹿毛 イギリス                                                               | Galopin                                                                                           | Vedette              | Vedette          |
| 母 Belgravia 1903 鹿毛 アメリカ                                                                   | 母の母Bonnie Gal 1889 鹿毛 イギリス                                                               | Galopin                                                                                           | Flying Duchess       |                  |
| 母 Belgravia 1903 鹿毛 アメリカ                                                                   | 母の母Bonnie Gal 1889 鹿毛 イギリス                                                               | Bonnie Doon                                                                                       | Rapid Rhone          | Rapid Rhone      |
| 母 Belgravia 1903 鹿毛 アメリカ                                                                   | 母の母Bonnie Gal 1889 鹿毛 イギリス                                                               | Bonnie Doon                                                                                       | Queen Mary F-No.10-c |                  |